# Okamejei boesemani
Okamejei boesemani is een vissensoort uit de familie van de Rajidae. De wetenschappelijke naam van de soort is voor het eerst geldig gepubliceerd in 1987 door Ishihara.